# Acrossocheilus yalyensis
Acrossocheilus yalyensis là loài cá nước ngọt thuộc họ Cá chép. 